# 赤道多雨气候

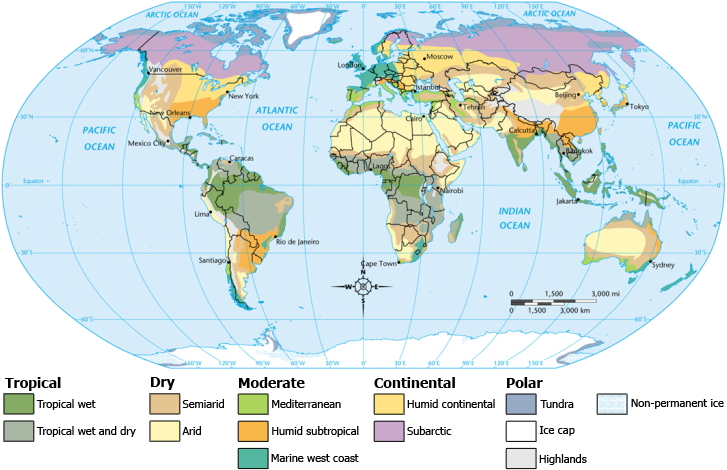
赤道多雨气候

赤道多雨氣候，全年高溫多雨。热带雨林气候的一种子类型，在對應的柯本氣候分類法中代號為「Af」。根據三圈環流，由於地球赤道地區受赤道低壓帶控制盛行上升氣流，而導致降水充沛。

## 成因
大气环流：信风带在此辐合形成赤道低压带上升，盛行赤道气团

下垫面：海洋面积宽广，热带雨林广布

太阳辐射：地处赤道区域，太阳高度角大，基本昼夜平分

## 分布
大势：位于赤道区域，大致伸至纬度10度左右。

具体地区：亞馬遜平原、馬來群島、馬來半島南部、菲律賓群島南部、剛果盆地、幾內亞灣北岸。

## 特征
1. 长夏无冬，无季相变化。最冷月在18摄氏度以上，全年皆夏，但此處地區普遍受海洋調節，而且降雨頻密，最热月一般不超过38摄氏度。
2. 气温年较差小于日较差。年较差一般小于3摄氏度，而平均日较差最多可达12摄氏度。
3. 全年多雨，无干季，濕度高。年雨量在2000毫米以上。降水多在午后，多对流雨，一年中有75至150天有雷阵雨。
4. 天气单调。全年受赤道海洋气团控制，风力微弱，季相无变化，基本每日上午闷热晴朗，接着积云越积越厚，午后则暴雨倾盆，雨后天气稍凉，第二天又复如此。

## 自然带
为热带雨林。

## 农业
- 游耕
- 水稻种植业
- 热带雨林林业
- 橡胶
- 椰子
- 油棕
- 咖啡

## 區內著名城市
- 新加坡
- 印度尼西亞 棉蘭
- 马来西亚 吉隆坡
- 马来西亚 古晉
- 马来西亚 新山
- 马来西亚 槟城

## 在其他气候分类体系中的名称
- 属于柯本气候分类法的“Af赤道气候”
- 属于中国大陆中学所采用的气候分类法的“热带雨林气候”的一个子类型。